# Chapel Hill
För andra betydelser, se Chapel Hill (olika betydelser).
Chapel Hill är en stad i North Carolina, USA. I Chapel Hill ligger det kända University of North Carolina at Chapel Hill (UNC), som också är ett av totalt tre universitet som gör anspråk på att vara det äldsta universitetet i USA med offentlig finansiering. Studenttidningen The Daily Tar Heel har publicerats i anknytning till University of North Carolina at Chapel Hill sedan den 23 februari 1893.